# Jidiš
Jidiš (ייִדיש‎ nebo אידיש‎ – idiš – „židovský“) je západogermánský jazyk, kterým hovoří kolem tří miliónů Židů po celém světě. Sám název jidiš znamená židovský (německy Jüdisch) a je zkratkou za původní „jidiš dajč“ (ייִדיש־דײַטש), tedy „židovská němčina“. Mluvená forma je i dnes němčině blízká, jidiš však obsahuje řadu výpůjček z hebrejštiny a jazyků mnoha národů, v jejichž sousedství Židé žili.

## Jazyk, nebo jen nářečí?
Jidiš sdílí značnou část slovní zásoby s němčinou a oba jazyky se sobě podobají i gramaticky. Byla vznesena hypotéza,[kým?] že někteří mluvčí němčiny rozumí řeči v jidiš, která se podobá němčině Slovanů. Někteří badatelé[kdo?] proto považovali jidiš za dialekt němčiny (podobně jako švýcarskou němčinu), spíše než za samostatný jazyk. Většina lingvistů však považuje jidiš a němčinu za samostatné jazyky. Jsou pro to následující důvody:[zdroj⁠?!]
- němčina a jidiš nejsou všeobecně vzájemně srozumitelné (to platí zvláště o německých mluvčích, kteří mají problém porozumět jidiš);
- 20 až 30 procent slovní zásoby jidiš nemá nic společného s němčinou;
- nezanedbatelná část gramatiky jidiš se od němčiny liší, často jako důsledek ovlivňování dalšími (např. slovanskými) jazyky;
- liší se zeměpisné rozšíření i kulturní pozadí.

Lingvista Paul Wexler šel dokonce tak daleko, že tvrdil, že jidiš je původně slovanský jazyk, jehož slovní zásoba byla nahrazena německými slovy. Tento pohled je nicméně většinou ostatních lingvistů odmítán.[zdroj?]
Jiní zdůrazňují, že hranice mezi „jazykem“ a „dialektem“ je někdy mlhavá, neboť:
- jazyky jako dánština, švédština a norština jsou si mnohem bližší než jidiš a němčina, jsou téměř úplně vzájemně srozumitelné, a přesto se považují za samostatné jazyky;
- západní a východní dialekt jidiš jsou natolik odlišné, že někteří lingvisté navrhují, aby byly považovány za samostatné jazyky.[zdroj⁠?!]

Jidiš se rozdělilo na západní (německé) a východní jidiš. Východní se dále rozdělilo na severovýchodní („litviš“) jidiš, středovýchodní (polsko-haličské) jidiš a jihovýchodní (ukrajinské) jidiš. Východní nářečí a moderní jidiš obsahují větší množství slov přejatých ze slovanských jazyků.
Podobně jako židovská arabština a ladino (židovská španělština) jidiš používá upravenou hebrejskou abecedu. Jidiš samo však není s hebrejštinou lingvisticky nijak příbuzné, přestože přejalo stovky hebrejských a aramejských výrazů týkajících se židovské kultury a tradice.
Pozoruhodným rysem jazyka je, že obsahuje také latinské odvozeniny pro mnohá slova z oblasti náboženských rituálů. Židé si zřejmě vypůjčili terminologii ze staré francouzštiny používané v Alsasku katolickou církví. Např. bentšn (בענטשן‎, „benšovat“) znamená požehnat (zejména v souvislosti s požehnáním po jídle) a je příbuzné s výrazem benedico, žehnat. Sloveso lejenen (לײענען‎), „číst“, také odráží románský původ.

## Rozšíření

rozšíření jidiš ve Spojených státech.
Více než 100 000 mluvčích New York
Více než 10 000 mluvčích Florida
Více než 5000 mluvčích Kalifornie, New Jersey, Pensylvánie
Více než 1000 mluvčích Arizona, Connecticut, Illinois, Maryland, Massachusetts, Michigan, Ohio
Méně než 1000 mluvčích

Vzhledem k roztroušenosti Židů po světě je i u jidiš těžké jmenovat konkrétní území, na kterém se tento jazyk nejvíce používá. V Izraeli používají jidiš hlavně ultraortodoxní Židé, kteří považují hebrejštinu za posvátný jazyk, nevhodný k použití v běžném životě. Rozsáhlé komunity mluvčích jidiš ve východní Evropě byly z větší části vyvražděny během holokaustu. Z těch, které zbyly na území tehdejšího Sovětského svazu, řada emigrovala v 90. letech 20. století do Izraele; mnozí navíc už jako první jazyk používají ruštinu. Ve Spojených státech žije největší komunita mluvčích jidiš v New Yorku.

## Historie
Jazyk jidiš vznikal ve střední Evropě mezi 9. a 12. stoletím jako jakýsi slepenec středoněmeckých nářečí. První glosy v jidiš se začaly objevovat v hebrejských rukopisech ve 12. století. První dílo vytištěné kompletně v jidiš vyšlo roku 1534. Při hromadném odchodu Židů z Německa (14. až 16. století) se těžiště užívání jidiš přesunulo do východní Evropy a jazyk začal být ovlivňován i slovanskými jazyky (zejména polštinou a ukrajinštinou).
Konec 19. a začátek 20. století se považuje za zlatý věk literatury v jidiš. Toto období se také časově shoduje s oživením hebrejské literatury a hebrejštiny jako mluveného jazyka. Za tři hlavní zakladatele novodobé literatury v jidiš lze označit Mendele Mocher Sforima, Šoloma Alejchema a J. L. Peretze. Solomon Rabinowitz, známý pod pseudonymem Šolom Alejchem (1859–1916) je považován za jednoho z největších spisovatelů a humoristů (z jeho díla např. Tovje vdává dcery), za židovský protějšek Marka Twaina.
Začátkem 20. století se jidiš stával jedním z důležitých východoevropských jazyků. Vydávala se rozsáhlá literatura, rozmach zažívalo divadlo a film v jidiš, a tento jazyk se dokonce stal jedním z úředních jazyků Běloruské SSR. Jidiš se stalo národním jazykem té části židovského obyvatelstva ve východní Evropě, která odmítala sionismus a dávala přednost získání kulturní autonomie v Evropě. Holokaust v polovině století však vedl k náhlému prudkému úpadku užívání jidiš, protože rozsáhlé židovské komunity, které používaly jidiš v každodenním životě, byly vyvražděny.
V Sovětském svazu se zpočátku předpokládalo, že jidiš se stane jazykem „židovského proletariátu“, zatímco hebrejština se považovala za „buržoazní“ jazyk. V důsledku toho tam bylo ve 20. letech 20. století užívání jidiš silně podporováno, zatímco od používání hebrejštiny se stát snažil občany spíš odradit. Počínaje 30. léty však rostly antisemitské tendence v sovětské politice a jidiš začalo rovněž mizet. Přežilo jen pár publikací, např. literární magazín Sovjetiš hejmland a noviny Birobidžaner štern. Sovětští Židé se vesměs integrovali do sovětské společnosti a dali přednost ruštině před jidiš.
Ve Spojených státech bylo jidiš jedním z pojítek pro židovské přistěhovalce z mnoha různých zemí, kteří se jinak velmi lišili svým kulturním zázemím a národní identitou. Vydávaly se noviny v jidiš (např. פֿאָרווערטס‎, Forverts, pozdější Forward), vznikala americká židovská hudba v jidiš (odvozená z klezmerské hudby), v New Yorku hrálo v jidiš divadlo. Mnoho „jidišismů“ proniká do newyorské angličtiny a nežidé tyto výrazy používají spolu s židy, často aniž by si uvědomovali jejich původ. Židé v jiných částech USA většinou nepředávali jidiš svým potomkům, a ti se tak asimilovali a přijali angličtinu jako svůj první jazyk.
Spisovatel Isaac Bashevis Singer, píšící v jidiš, získal v roce 1978 Nobelovu cenu za literaturu.

## Abeceda a výslovnost
Jidiš se píše hebrejským písmem, které kromě obvyklých znaků obsahuje několik zvláštních spřežek, a je tak jediným germánským jazykem, který nepoužívá latinku. Nejvíce změn oproti hebrejštině vyžadoval zápis samohlásek. V hebrejštině se samohlásky většinou nezapisují, v germánských jazycích (a tedy i v jidiš) je to však důležité. Písmena alef, ajin, jod a vav tak slouží v jidiš mater lectionis pro samohlásky [a/o], [e/i], [i] a [a/o]. Píše se do řádků zprava doleva, v následující tabulce jsou ovšem písmena seřazena zleva doprava.
| obecné:     | א | אַ | אָ | ב | בֿ | ג | ד | ה | ו | וּ | װ | ױ  | ז | זש | ח  | ט | טש | י | יִ | ײ  | ײַ  | כּ | כ  | ל | מ | נ | ס | ע | פּ | פֿ | צ | ק | ר | ש | שׂ | תּ | ת |
| koncové:    |   |   |   |   |   |   |   |   |   |   |   |    |   |    |    |   |    |   |   |    |    |   | ך  |   | ם | ן |   |   |   | ף | ץ |   |   |   |   |   |   |
| výslovnost: |   | a | o | b | v | g | d | h | u | u | v | oj | z | ž  | ch | t | č  | j | i | ej | aj | k | ch | l | m | n | s | e | p | f | c | k | r | š | s | t | s |

Písmena mají po řadě následující názvy (ne vždy shodné s těmi hebrejskými): štume(r) alef, pasech-alef, komec-alef, bejs, vejs, giml, dalet, hej, vov, melupm vov, cvej vovn, vov-jud, zajen, zajen-šin, ches, tes, tes-šin, jud, chirik-yud, cvej judn, pasech cvej judn, kof, chof / lange(r) chof, lamed, mem / šlos mem, nun / lange(r) nun, samech, ajin, pej, fej, cadek / lange(r) cadek, kuf, rejš, šin, sin, tof, sof.
- Sovětské pravopisné normy jidiš přepisují hebrejská a aramejská slova foneticky, ostatní ponechávají jejich původní pravopis.
- L a N mohou být v jidiš slabikotvorné.
- Písmena cvej judn, pasech cvej judn, cvej vovn a vov-jud jsou v Unikódu samostatně. Ostatní zvláštní písmena mají své kódy na konci Unikódu (viz níže), ale lze je také tvořit tak, že se napíše základní hebrejské písmeno a po něm diakritické znaménko. Např. „kof“ se tvoří spojením „HEBREW LETTER KAF“ (U+05DB) a „HEBREW POINT DAGESH OR MAPIQ“ (U+05BC).
  - װ (tsvey vovn, [v]) se v jidiš považuje za samostatné písmeno a nepíše se pomocí dvou vov za sebou, nýbrž pomocí zvláštního znaku (U+05F0).
  - ױ (vov-yud, [oj]) se v jidiš považuje za samostatné písmeno a nepíše se pomocí vov a jud, nýbrž pomocí zvláštního znaku (U+05F1).
  - ײ (tsvey yudn, [ej]) se v jidiš považuje za samostatné písmeno a nepíše se pomocí dvou yud za sebou, nýbrž pomocí zvláštního znaku (U+05F2).
  - ײַ (pasekh tsvey yudn, [aj]) se píše pomocí znaku U+FB1F. Alternativně kombinací U+05F2 (HEBREW LIGATURE YIDDISH DOUBLE YOD) a U+05B7 (HEBREW POINT PATAH).
  - אַ (pasekh alef, [a]) se píše pomocí znaku U+FB2E. Alternativně kombinací U+05D0 (HEBREW LETTER ALEF) a U+05B7 (HEBREW POINT PATAH).
  - אָ (komets alef, [o]) se píše pomocí znaku U+FB2F. Alternativně kombinací U+05D0 (HEBREW LETTER ALEF) a U+05B8 (HEBREW POINT QAMATS).
  - בֿ (veys, [v], pouze ve slovech semitského původu) se píše pomocí U+FB4C (v hebrejštině se píší většinou pomocí obyčejného ב). Alternativně kombinací U+05D1 (HEBREW LETTER BET) a U+05BF (HEBREW POINT RAFE).
  - וּ (melupm vov, [u]) se píše pomocí znaku U+FB35. Alternativně kombinací U+05D5 (HEBREW LETTER VAV) a U+05BC (HEBREW POINT DAGESH OR MAPIQ).
  - יִ (khirik yud, [i]) se píše pomocí znaku U+FB1D. Alternativně kombinací U+05D9 (HEBREW LETTER YOD) a U+05B4 (HEBREW POINT HIRIQ).
  - כּ (kof, [k], pouze ve slovech semitského původu) se píše pomocí U+FB3B (v hebrejštině se píší většinou pomocí obyčejného כ). Alternativně kombinací U+05DB (HEBREW LETTER KAF) a U+05BC (HEBREW POINT DAGESH OR MAPIQ).
  - פּ (pey, [p]) se píše pomocí znaku U+FB44. Nemění tvar na konci slova (fej ano). Alternativně kombinací U+05E4 (HEBREW LETTER PE) a U+05BC (HEBREW POINT DAGESH OR MAPIQ).
  - פֿ (fey, [f]) se píše pomocí znaku U+FB4E. Alternativně kombinací U+05E4 (HEBREW LETTER PE) a U+05BF (HEBREW POINT RAFE).
  - תּ (tof, [t], pouze ve slovech semitského původu) se píše pomocí U+FB4A (v hebrejštině se píší většinou pomocí obyčejného ת). Alternativně kombinací U+05EA (HEBREW LETTER TAV) a U+05BC (HEBREW POINT DAGESH OR MAPIQ).
  - שׂ (sin, [s]) se v jidiš vždy píše s tečkou (U+FB2B), která ho odlišuje od shin. V hebrejštině se to většinou zanedbává. Alternativně kombinací U+05E9 (HEBREW LETTER SHIN) a U+05C2 (HEBREW POINT SIN DOT).
- Přízvuk je na první slabice nebo na kořeni složených slov.

## Gramatika
Systém slovesných časů je proti němčině jednodušší a slovosled volnější, blízký slovanskému.

## Slovní zásoba
Asi 70 až 80 % slovní zásoby je prokazatelně německých. Výrazy související s židovskou kulturní tradicí jsou obvykle hebrejského nebo aramejského původu. Další výpůjčky jsou z románských, a také slovanských jazyků. Např. choč = „ačkoliv“, večere = „večeře“, pamelech = „pomalu“. Počet výpůjček se v různých zemích liší, v Severní Americe k nim přibývají i slova anglická.

## Příklady
| Jidiš | přepis | Česky |
| אײן   | ejn    | jeden |
| צװײ   | cvej   | dva   |
| דרײַ   | draj   | tři   |
| פֿיר   | fir    | čtyři |
| פֿינף  | finf   | pět   |
| זעקס  | zeks   | šest  |
| זיבן  | zibn   | sedm  |
| אַכט   | acht   | osm   |
| נײַן   | najn   | devět |
| צען   | cen    | deset |

## Užitečné fráze
| Jidiš         | Česky                      |
| Shlum-elikhm! | Ahoj!                      |
| Elikhm-shlum! | Reakce na Ahoj!            |
| Zay gezunt!   | Na shledanou! (být zdravý) |
| Gut-morgn!    | Dobré ráno!                |
| Gutn-ovnt!    | Dobrý večer!               |
| Yo / Neyn     | Ano / Ne                   |
| Bite          | Prosím                     |
| A dank!       | Děkuji!                    |

## Vzorový text

### Všeobecná deklarace lidských práv
Pro srovnání jidiš s němčinou je text uveden v obou jazycích.
| jidiš | יעדער מענטש װערט געבױרן פֿרײַ און גלײַך אין כּבֿוד און רעכט. יעדער װערט באַשאָנקן מיט פֿאַרשטאַנד און געװיסן; יעדער זאָל זיך פֿירן מיט אַ צװײטן אין אַ געמיט פֿון ברודערשאַפֿט‎ |

| přepis[zdroj?] | Yeder mentsh wert geboyrn fray 'un glaykh 'yn kvud 'un rekht. Yeder wert bashonqn myt farshtand 'un gewysn; yeder zol zykh fyrn myt a tsweytn 'in a gemyt fun brudershaft. |

| výslovnost | Jeder menč vert gebojrn fraj un glajch in koved un recht. Jeder vert bašonkn mit farštand un gevisn; jeder zol zich firn mit a cvejtn in a gemit fun bruderšaft. |

| německy | Alle Menschen sind frei und gleich an Würde und Rechten geboren. Sie sind mit Vernunft und Gewissen begabt und sollen einander im Geist der Brüderlichkeit begegnen. |

| česky | Všichni lidé se rodí svobodní a sobě rovní co do důstojnosti a práv. Jsou nadáni rozumem a svědomím a mají spolu jednat v duchu bratrství. |

## Česká slova pocházející z jidiš
- čachry, čachrovat[2]
- čurbes[3]
- epes(ní)[2]
- gauner[2]
- hala bala[2]
- chabrus[2]
- chucpe[3]
- jarmulka[2]
- jidiš[2]
- kafrat[2]
- kibic[3]
- klezmer[2]
- košerovat[2]
- melouch[2]
- mešuge
- okurková sezóna[2]
- pajzl – přes rakouskou němčinu[4][2]
- póvl
- šábes
- šábnout se[2]
- šlamastyka[2]
- šmé[2]
- šmírák, šmírovat[2]
- šmok – jedno z možných vysvětlení etymologie slova[5]
- šoufl[6]
- šoulet[2]
- štetl